# Hegau
L'Hegau est une chaîne volcanique du sud du Bade-Wurtemberg qui se dresse entre le lac de Constance à l'est, le Rhin Supérieur au sud, le Danube au nord et la chaîne des Randen, extrémité sud-ouest du Jura souabe (canton de Schaffhouse) à l'ouest.

## Géographie

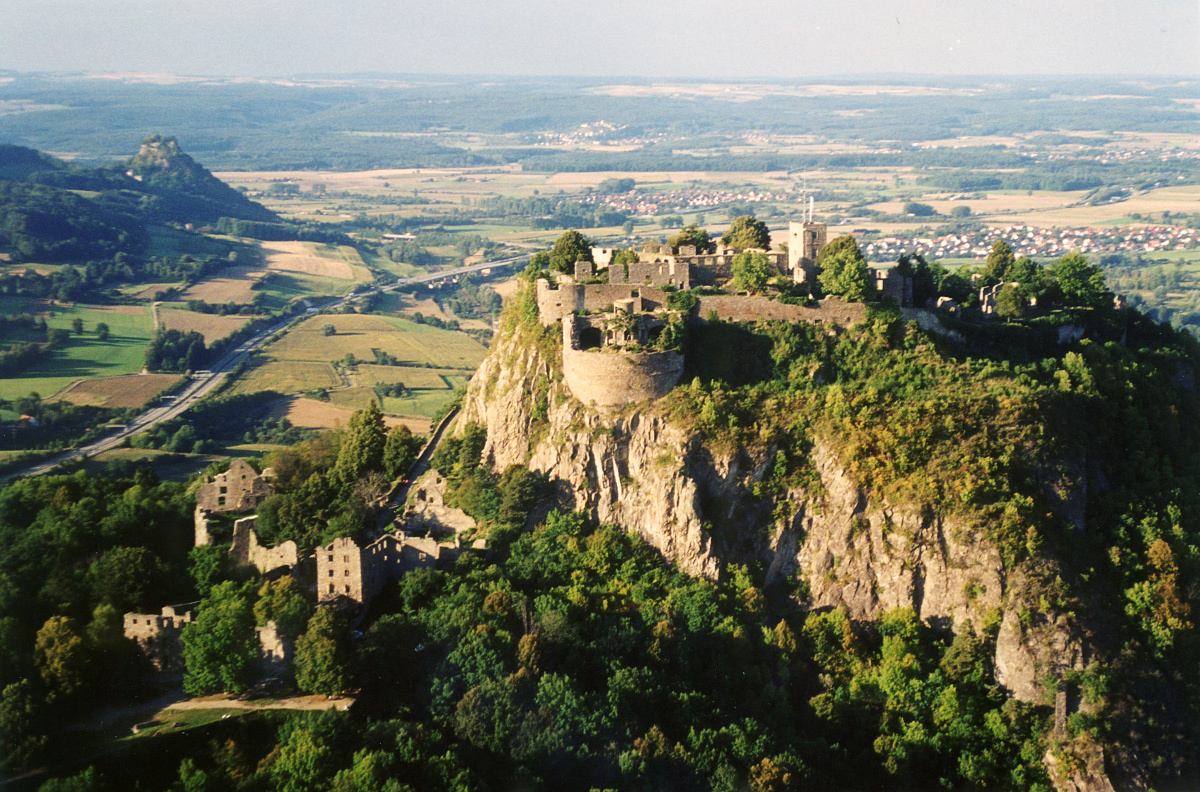
Le château fort d'Hohentwiel est sans doute le plus célèbre de l'Hegau.

Outre le plateau du Kegelberg, l'Hegau au sens large s'étend jusqu'à la frontière suisse, du Rhin supérieur au lac de Constance, jusqu'aux chutes du Rhin à Schaffhouse au sud, ainsi que la chaîne des Randen et le Jura d'Hegau, qui sont, du point de vue géologique, deux contreforts du Jura souabe. On est en présence, dans l'ensemble, d'un relief de « ballons » et de cheminées volcaniques de volcans éteints érodées en calottes arrondies, lesquelles, avec des points culminants à 643 m et 867 m, émergent d'un plateau compris entre 400 et 600 m d'altitude. Au Cénozoïque (il y a environ 6 millions d'années) le graben du Fossé rhénan s'effondra relativement vite d'après les indices géologiques, provoquant le cycle d'éruptions qui devait donner naissance au relief de la région.
Phonolithes de la chaîne orientale :
- le Rosenegg (550 m), sur les hauteurs de Rielasingen
- le Hohentwiel (anc. Hontes) (690 m), point culminant qui est l'emblème de la ville de Singen. La forteresse de Hohentwiel (cf. gaulois twiel = « rocher »), avec une enceinte couvrant 9 ha 92 a, était le plus étendu et le plus imposant des nombreux châteaux-forts de l'Hegau. Elle fut démantelée en 1800 sur ordre de Napoléon.
- les Staufen (593 m) : l'ancien château fort qui les coiffait est complètement détruit.
- le Hohenkrähen (anc. Krayen : cf. écossais crag >* gaulois craig = « rocher », transcrit vers 1200 sous la forme creigin ou creien ; alt. 643 m), un sommet moins haut, mais plus abrupt, ce qui le distingue des autres. Il est couronné des ruines de l'ancien repaire d'un seigneur-brigand.
- Le Mägdeberg (665 m) comporte les ruines bien conservées d'un château fort (mentionné dès 1240 : « in castro Megideberc »). La montagne prit son nom actuel après qu'une sœur du roi d'Angleterre eut fait un pèlerinage avec mille suivantes (du vieux haut-allemand maga(i)d = « vierge, demoiselle »).

Chaîne basaltique à l'ouest :

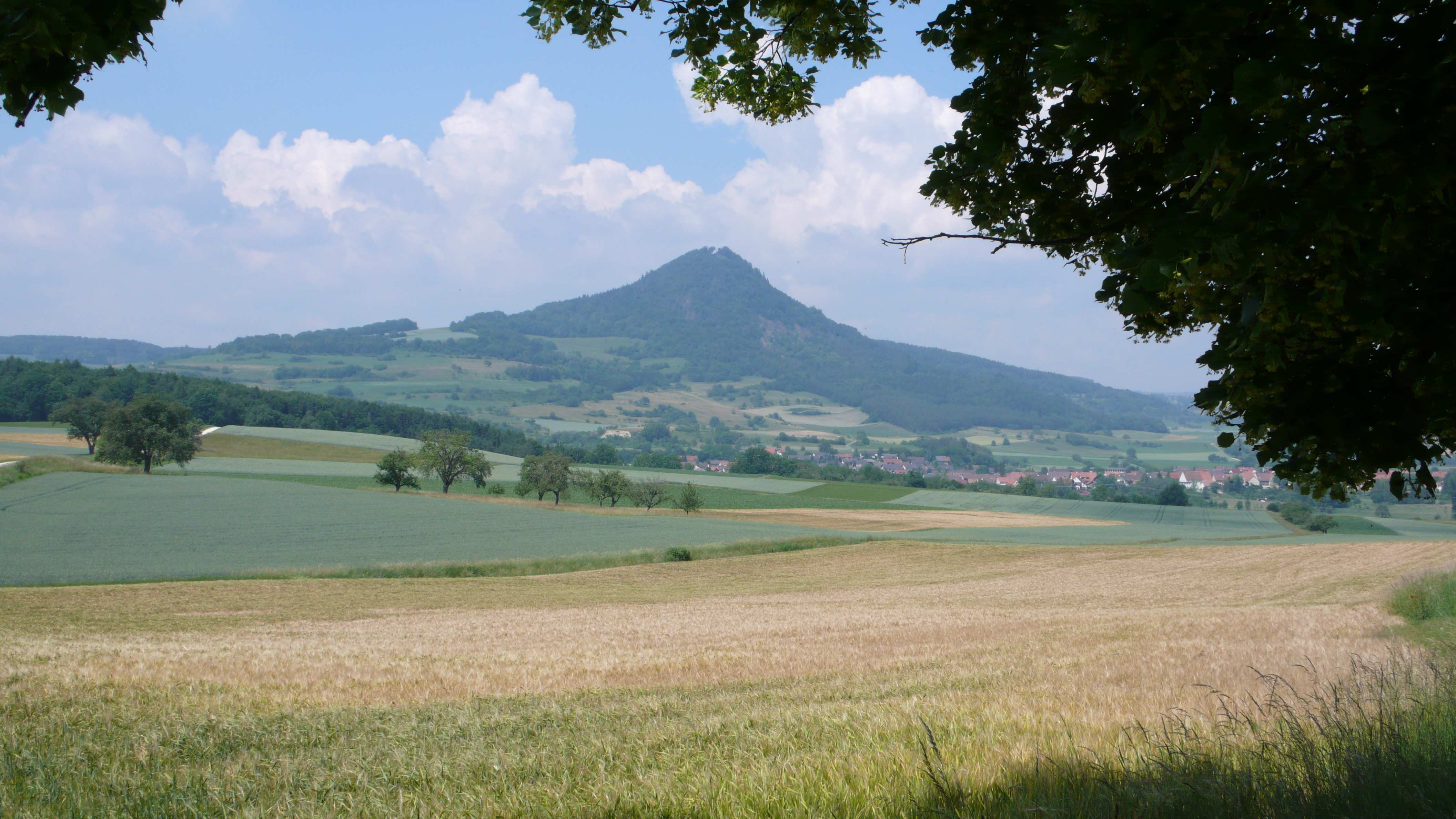
Le Hohenhewen surplombe la ville d'Engen.

- Hohenstoffeln (anc. Stoffel) (844 m) : mont basaltique naguère surmonté de trois châteaux : Vorder-, Mittel- und Hinterstoffeln (mentionnés en 1506 in Stofola, du vieux haut-allemand stophil = « pierre »). Le premier château fut démantelé et servit de carrière de pierres dans les années 1930 pour le programme de construction d'autoroutes.
- Le Hohenhewen (anc. Höwen) (846 m) : un château en ruine subsiste (cf. gaulois ceven = « chaîne montagneuse »). Château de la ville d'Engen.
- Le Neuhewen (« manoir de Stetten ») (867 m) : le château en ruines, près de la ville d'Engen, fut érigé vers 1200. Le château et le fief de Stetten appartenaient autrefois aux seigneurs de Höwen (Hohenhewen). Avec le château d'Hewenegg, la forteresse de Neuhewen devait permettre de contrôler la route vers le nord.
- L'Höwenegg (812 m), 4 km au sud d'Immendingen : par suite de l'écroulement d'une paroi de basalte, il ne reste de ce château qu'une carrière de 80 m où un lac s'est formé. Il y a à l'extrémité sud, dans le bassin sédimentaire d'une ancienne caldeira, un des plus importants gisements de fossiles d'Allemagne. L'Höwenegg est devenue une réserve naturelle. Le château de la seigneurie d'Hewen a été transformé en carrière de pierre comme ses voisins ; il avait été en partie détruit lors de la chute de Neuhewen en 1639. À 400 m au sud-ouest du donjon se trouvait un châtelet (le Vorburg, ou Burgstall).
- Wartenberg : un peu à l'est de Geisingen, c'est le volcan le plus au nord de tout l'Hegau. Au XIIe siècle, les Wartenberger, seigneurs de Geisingen, ont édifié à cet endroit un premier château. On peut encore en voir aujourd'hui les ruines, ainsi que celles d'une « folie » renaissance avec un jardin anglais.

Toutes ces montagnes ont ou avaient un château fort à leur sommet. Ces neuf sommets ont inspiré au poète du terroir Ludwig Finck le surnom de ballons du bon-Dieu (Des Herrgotts Kegelspiel) pour évoquer l'Hegau.
photo de la « Calotte du bon-dieu » (sur www.konstanz.city-map.de)
Il y a bien d'autres volcans plus petits comme le Galgenberg (au nord de Bohlingen), Hardtberg (à l'est de Worblingen), le Junkerbühl (Worblingen), l'Heilsberg (au nord de Gottmadingen), Plören (au sud-est d'Hilzingen), Katzenbuckel (à l'est d'Hilzingen), Homboll (au sud de Weiterdingen), Friedinger Schlössle (à l'est de Friedingen), Lederbohl, Offerenbühl, Schwindel, Sickerberg, Philippsberg (tous à l'ouest de Mühlhausen).

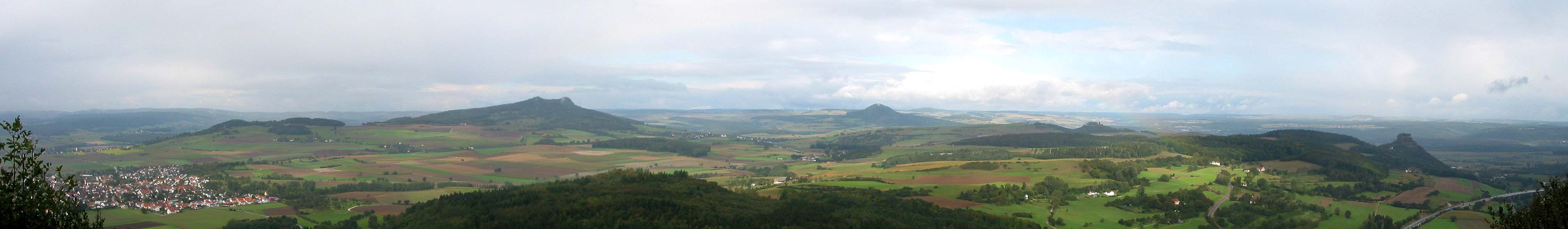
Vue panoramique du Hohentwiel.

## Hydrographie
- Si le Danube ne traverse pas l'Hegau, son bassin hydrographique alimente par la nappe souterraine le Radolfzeller Aach entre Immendingen et Fridingen, ce qui fait de ce dernier cours d'eau le plus important de la région, bien qu'il ne soit long que de 45 km jusqu'à ce qu'il se jette dans le lac de l'Untersee.
- Trois lacs forment avec le Rhin la limite sud de l'Hegau, le Zeller See, l'Überlinger See et l'Untersee, d'où le Rhin poursuit son cours.
- Le Stockacher Aach irrigue la moitié est de l'Hegau et se jette dans le lac d'Überlingen.
- Le cours du Biber forme la limite ouest de l'Hegau jusqu'à sa confluence avec le Rhin.

## Histoire

### Préhistoire et Antiquité
À la fin de l'ère glaciaire, les chasseurs de rennes s'établirent dans la vallée de Wasserburg près de Petersfels, ainsi que dans les grottes de Gnirshöhle. Les fouilles effectuées dans la grotte de Petersfels près de Bittelbrunn montrent que l'homme a fréquenté cette région dès le paléolithique. Des cités lacustres virent le jour sur les bords du lac de Constance au Néolithique (5000-2000 av. J.-C.) qui perdurèrent jusqu'à l'âge du bronze (2000-800 av. J.-C.).
Vers 1000 av. J.-C. on apprit à récolter le minerai de fer et à le fondre : à côté du bronze, l'homme utilisa ce métal de plus en plus souvent pour fabriquer des armes et des outils. Le Jura de l'Hegau, où le minerai de fer était affleurant, était un site privilégié pour les hommes de la civilisation de Hallstatt : à cette époque, la région était habitée par des Celtes. Des sépultures de l'époque de Hallstatt (800-400 av. J.-C.) et d'innombrables vestiges  datés entre le VIIIe et le IIe siècle av. notre ère sont caractéristiques des peuples gaulois et Helvètes, lesquels, avec leurs oppidums et leurs riches tombeaux (par ex. ceux de Heuneburg et de Hohmichele près de Riedlingen) se distinguent par leur civilisation évoluée. On a encore trouvé tout récemment, en 2000, les superstructures d'un tombeau celte à Altheim.
Outre les vestiges archéologiques, la toponymie renvoie encore à un habitat celte ancien : noms de fleuves, comme le Danube, le Neckar, l'Enz, le Nagold ; ou de montagne, comme le Neuffen, la Teck, l'Ipf au sud-ouest du pays. Le nom même du massif volcanique tertiaire de l'Hegau aurait l'étymologie celtique suivante : le gaulois « kewen » = sommet arrondi, composé avec « -Gau », vieux mot germanique désignant un « fief », se transforma d'abord en « hewengau » : la dynastie médiévale des comtes de Hewen a d'ailleurs donné leur nom aux montagnes Hohen Heewen et Hewenegg. On retrouve aussi une étymologie celte dans les finales « -twiel » ou « -craig » qui signifient « rocher » des noms des châteaux de Hohentwiel et de Hohenkrähen.
Puis les Celtes durent céder devant le nombre des Germains Suèves menés par Arioviste, mais les Romains, trois décennies plus tard, en 15 av. J.-C. conquirent à leur tour l'Hegau. Le pays fut rattaché dorénavant à la province de Rhétie. À partir de l'an 50 av. J.-C. les Romains occupèrent les Champs Décumates pendant deux bons siècles.
Les Alamans parvinrent à déborder le Limes romain vers l'an 260 de notre ère, faisant irruption dans les Champs Décumates, la Rhétie septentrionale et l'Hegau. Les toponymes à finale en -ing sont d'ailleurs typiquement alémaniques (par ex. Rielasingen, Markelfingen). La région est traversée par la frontière linguistique séparant l'allemand supérieur (proche de l'actuel Schwyzerdütsch) et du moyen-allemand, qui domine dans la province de Bade. Au cours de la seconde moitié du Ve siècle, les Alamans essayèrent d'étendre leur royaume vers le nord, mais le roi des Francs Clovis les vainquit en 496, les forçant à céder l'Hegau.

### Moyen Âge

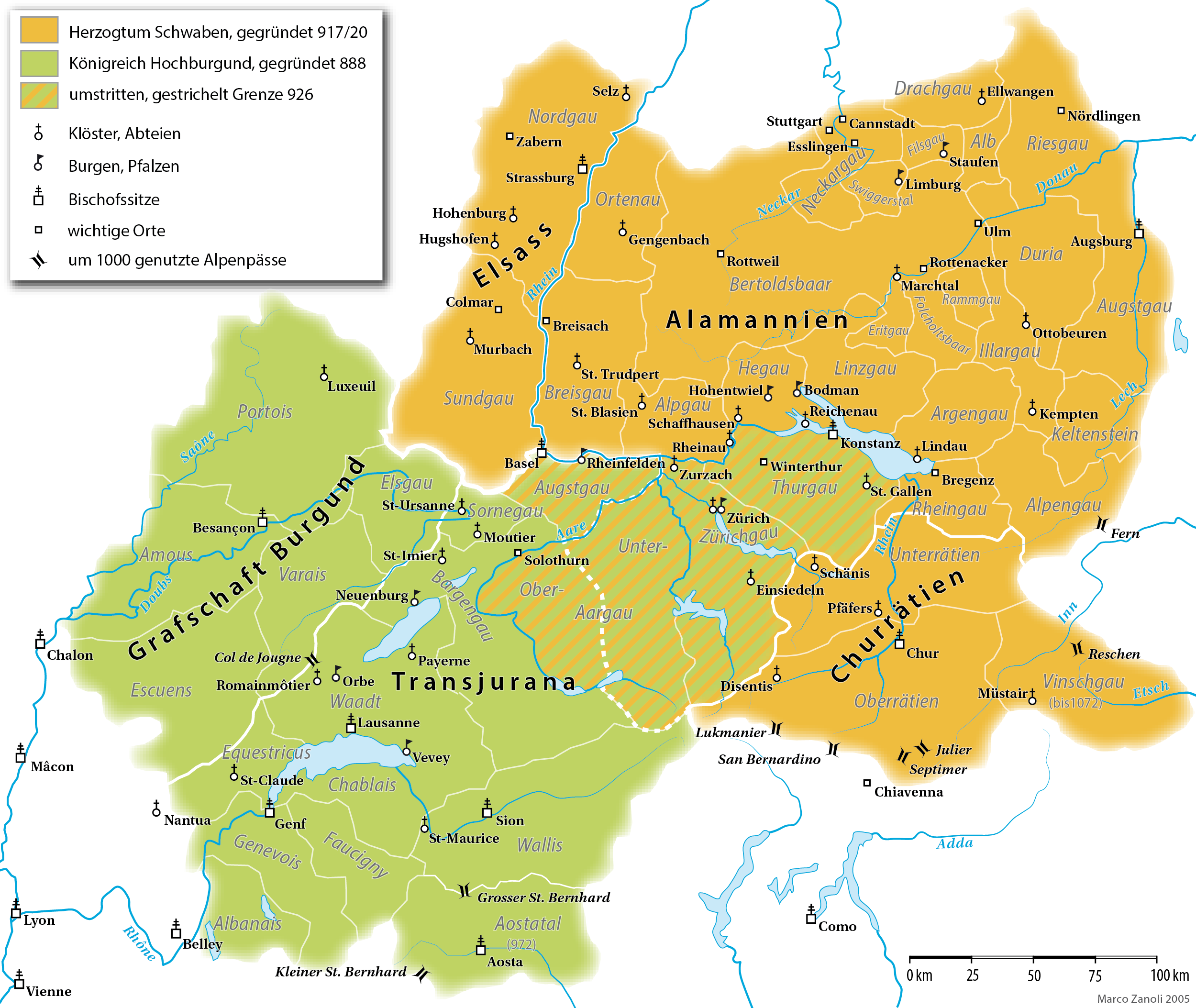
Le duché de Souabe et le royaume de Haute-Bourgogne au X.

Au VIIIe siècle, Pépin le Bref, le père de Charlemagne, mit un terme à l'indépendance des Alamans. Le duché, institué à la mort de Clovis, fut dissous et l'Alémanie devint un fief inaliénable de la couronne franque. L'administration en fut confiée à des comtes palatins, et dans ce cadre le comté prit en 787 pour la première fois le nom d'« Hegau ».
La christianisation du pays fut entreprise peu après la conversion de Clovis, mais un réseau efficace de missionnaires ne se constitua que lorsque les princes mérovingiens, au VIIIe siècle, eurent fondé les monastères de Reichenau (724) et de  Saint-Gall. Les Alamans ne se convertirent que lentement au christianisme.
Au Xe siècle, les Hongrois envahirent l'Hegau et anéantirent par leurs pillages pratiquement toutes les institutions carolingiennes, à la suite de quoi la dynastie ducale déposée sous Pépin tenta de restaurer son autonomie. Les comtes de Bodmann se soulevèrent contre le roi Conrad Ier le Jeune, roi de Francie orientale (911–918), remportant même une première victoire à Wahlwies (915), mais ils furent arrêtés par la suite et, après jugement devant le tribunal royal, durent payer leur audace de leur vie. Cependant, Burckhard le Jeune parvint à leur suite à restaurer la dynastie ducale d'origine, et son duché reçut le nom de duché de Souabe. Sa lignée s'éteint avec le duc Burckhard IV, époux d'une certaine princesse Hadwig, qui régnait depuis la forteresse ducale d'Hohentwiel, et dont le portrait a été immortalisé par Scheffels Ekkehard.
La dignité comtale, après avoir été détenue du VIIIe au Xe siècle essentiellement par les familles nobles des Udalriching et des Hunfriding, fut confiée dans la seconde moitié du XIe siècle aux comtes de Pfullendorf puis, à la mort de leur dernier représentant, Rudolf von Pfullendorf, échut en 1180 à l'empereur Frédéric Barberousse. Le titre de duc de Souabe (des Alamans) échut, lui, en 1079 au comte Frédéric von Staufen, fondateur de la lignée impériale des Hohenstaufen. Ce titre appartint deux siècles aux Hohenstaufen jusqu'à ce qu'à l'exécution du dernier prince de cette dynastie, Conradin de Hohenstaufen (et de son ami Frédéric de Bade) le 29 octobre 1268.
Vers la fin du XIIe siècle, les monts de l'Hegau se couvrirent de forteresses, suscitant la création de nouveaux villages à leurs pieds. Au gré des luttes féodales, ces seigneuries s'accrurent graduellement. Ainsi, au Moyen Âge et à la Renaissance, le château fort de Hohentwiel fut à plusieurs reprises le théâtre de grandes rencontres politiques, tandis que Singen, village insignifiant niché au pied du château, fut surtout témoin et parfois même victime des combats seigneuriaux. Le commerce, lui, était surtout contrôlé par la ville de Schaffhouse : la noblesse avait une grande influence sur la politique de cette ville, plaque tournante du commerce du sel et, par sa taille, principale agglomération de la région.
Les plus proches conseillers du roi Sigismond Ier du Saint-Empire : le comte Eberhard von Nellenburg (anobli en 1250), Hans von Lupfen (de Hohenhöwen), Gaspard von Klingenberg (de Hohentwiel), Hans Konrad von Bodman et Hans von Heudorf étaient tous natifs de l'Hegau. Au début du XVe siècle, plusieurs chevaliers de l'Hegau membres de la Confrérie du Bouclier de Saint-Georges se mirent à rançonner systématiquement les négociants, provoquant le soulèvement des villes confédérées de Haute-Souabe, dont les milices, en représailles, assiégèrent puis démantelèrent les châteaux forts de l'Hegau. Ce qui restait de ces châteaux fut rasé sur ordre du commandant wurtembergeois de Hohentwiel, Konrad Wiederhold, au cours de la Guerre de Trente Ans (1618–1648). Lorsque la dynastie des comtes de Nellenburg s'éteignit en 1442, le comté échut à la dynastie de Tengen, qui le vendit en 1465 à l'archiduc Sigismond d'Autriche.

### Ère moderne
Le comté de Nellenburg fut ensuite pendant 350 ans rattaché à l'Autriche antérieure puis lors du recès d'Empire en 1805 il échut au Wurtemberg, et en 1810, fut annexé par Napoléon Ier au grand-duché de Bade. En 1863, on inaugura la ligne de chemin de fer de Waldshut à Constance, qui passait par Singen, et qui permit l'industrialisation ultérieure de l'Hegau.
Le tourisme est aujourd'hui la principale activité économique, et il se développe sans cesse de par la multiplicité des sites naturels réputés dans le monde entier que sont le lac de Constance, la vallée du Rhin supérieur, la Forêt Noire et le Jura Souabe.

## Culture et tourisme
Sites naturels
- L'Aachtopf, le plus grand puits artésien d'Allemagne
- Le parc de l'ère glaciaire de Bittelbrunn avec les découvertes paléolithiques de Peterfels und Gnirshöhle
- les volcans, dont la « calotte du bon dieu » (« des Hergotts Kegelspiel »).
- la presqu'île de Höri entre Stein am Rhein et Radolfzell

Châteaux
- Les ruines du château fort de Hohentwiel, les ruines de Hohenkrähen et de Mägdeberg, le manoir de Friedingen.

Villes et villages
- Engen, Tengen et Blumenfeld qui, selon un dicton de l'Hegau, « sont les plus belles villes au monde » (!), les villes d'Aach, de Stockach, chef-lieu de l'ancien landgraviat de Nellenburg-Thengen, Radolfzell, le monastère de Reichenau et l'île fleurie de Mainau près de Constance.

## Liste des châteaux de l'Hegau
- Manoir à Beuren-an-der-Aach près de Singen
- Manoir de Bittelbrunnen (auberge de jeunesse à Bittelbrunn)
- Manoir de Blumenfeld (Pflegeheim)
- Manoir de Friedingen
- Manoir de Krenking à Engen (Sitz des Polizeipostens Engen-Tengen und des Notariats Engen)
- Château de Langenstein à Aach-Eigeltingen
- Château de Schlatt-unter-Krähen près de  Singen
- Château de Windeck-auf-der-Reichenau dans le Niederzell
- Château de Langenrain près d'Allensbach
- Château de Weiterding (Tagungstätte und früheres Kloster)